# フェーベ (衛星)
フェーベ またはフォエベ (Saturn IX Phoebe)は、土星の第9衛星である。土星の主要な衛星の中では最も外側にあり、土星の自転と逆方向に公転する逆行衛星（北欧族）である。

## 発見と命名
フェーベは1899年3月17日に、ウィリアム・ヘンリー・ピッカリングによる写真分析によって発見された。フェーベが最初に写っているのが確認された写真乾板は1898年8月16日に撮影されたものであり、一般にはこの日付が発見日とみなされている。観測はペルーのボイデン天文台で行われ、写真を撮影したのはデリール・スチュワートである。フェーベは、写真の分析によって衛星が発見された初めての例である。
フェーベは、ギリシア神話におけるティーターンの1人ポイベーにちなんで名付けられた。また Saturn IX と呼ばれることもある。名称を提案したのは発見者であるピッカリングであり、発見を報告する論文の中で、それまでに発見されていた土星の衛星を命名する慣習に従ってフェーベという名前を提案した。なお、発見者はウィリアム・ヘンリー・ピッカリングであるが、発見を報告する一連の論文の著者はウィリアムの兄で同じく天文学者のエドワード・ピッカリングである。

## 観測と探査
土星の他の衛星とは異なり、フェーベはボイジャーが観測しやすい位置にはいなかった。ボイジャー2号は1981年9月に数時間にわたってフェーベを観測している。この時の観測画像では、低い位相角から220万キロメートルの距離での画像が取得された。画像の中では11ピクセルのサイズがあり、暗い表面の中に明るい領域が存在することが判明した。
2004年に土星周回軌道に投入された探査機カッシーニはフェーベに接近して観測を行っている。2004年6月11日に 2,068 km の距離を通過して高解像度の画像を取得し、その詳細な表面の様子が明らかになった。ボイジャー2号の観測では高精度のフェーベの画像が得られていなかったため、フェーベに接近して高解像度の画像を得ることはカッシーニのミッションでも優先度の高いものであった。そのためカッシーニの飛行経路はフェーベに接近するように意図的に設計されていた。フェーベの自転周期はおよそ9時間17分と短かったため、カッシーニはフェーベの全表面を観測することができた。この近接観測によってフェーベの質量はわずか 0.2% の不定性で測定されている。

## 軌道

フェーベの軌道のアニメーション。
土星·
フェーベ·
タイタン

フェーベは逆行軌道であり、土星の自転の向きと逆向きに公転している。発見されてから2000年に複数の小さい衛星が発見されるまでの100年以上の間、フェーベは土星から最も遠い既知の衛星であった。主要な衛星の中でフェーベの内側にあるイアペトゥスのほぼ4倍の軌道長半径を持つ。またフェーベの軌道の周囲には似たような軌道を持つ衛星が複数発見されているが、その中では目立って大きなサイズを持つ。
土星の規則衛星は、イアペトゥスを除くと土星の赤道面に非常に近い軌道を持つ。外側の不規則衛星は中程度から大きな軌道離心率を持って公転しており、内側の衛星とは違って自転周期と公転周期は同期していないと考えられる (ただしヒペリオンは内側を公転しているが同期していない)。

### フェーベ環

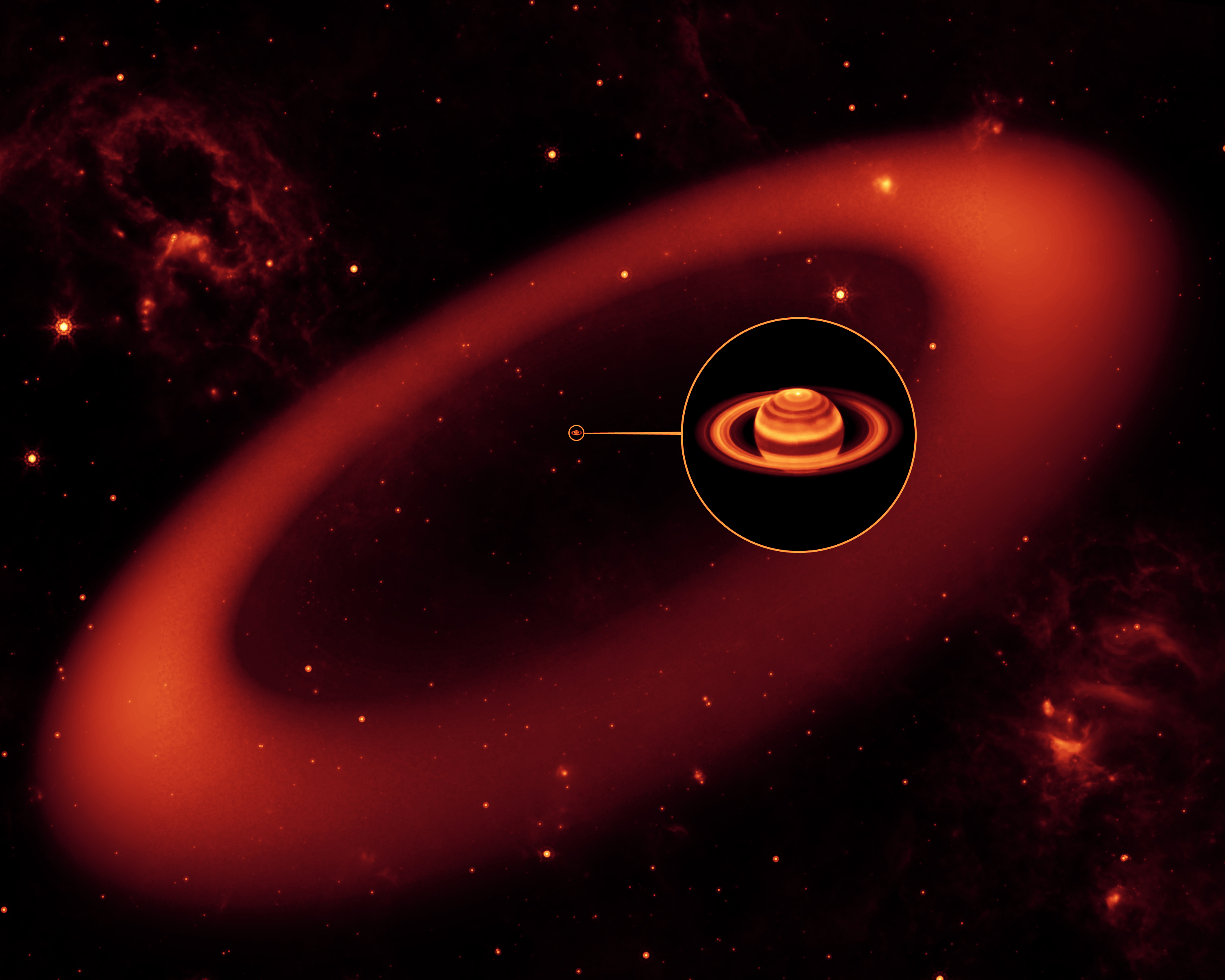
フェーベ環の想像図。

フェーベ環は土星の環の一つである。土星の赤道および他の環から 27° 傾いている。土星半径の128倍の距離から207倍の距離まで広がっており、フェーベの軌道は土星半径の215倍とフェーベ環の領域よりやや外にある。また、環の厚みは土星の直径のおよそ20倍である。
フェーベ環の物質はフェーベへの微小隕石の衝突によって発生したチリが由来だと考えられているため、フェーベと同様に逆行軌道で公転しているはずである。従って、内側を順行軌道で公転するイアペトゥスとは逆向きの動きをしていることになる。環の物質は土星に向かって徐々に内側へと移動しており、一部はイアペトゥスの公転の先行半球に衝突する。これが、イアペトゥスの表面の二面性の要因になっていると考えられている。
フェーベ環は非常に大きいものの、希薄であるためほとんど見えない。フェーベ環はNASAの赤外線宇宙望遠鏡であるスピッツァー宇宙望遠鏡の観測で発見された。

## 物理的特徴
フェーベはおおむね球に近い形状をしている。平均直径は 213 ± 1.4 km で月のおよそ16分の1であり、北欧群の衛星の中では最も大きい。9時間16分で自転し、土星をおよそ18ヶ月で一周する。軌道が土星から離れているため、他の主要な衛星と異なり自転と公転の同期は起きていない。表面温度は 75 K (-198.2℃) である。
内側を公転する土星の衛星の多くは非常に明るい表面を持つが、フェーベのアルベドは0.08程度と非常に暗い。表面は多くのクレーターで覆われており、最大で直径が 80 km 程度、クレーター壁は高いもので 16 km になるものもある。
フェーベは小さいにも関わらず、形成初期の段階では内部が分化した状態の球形になっていたと考えられている。その後内部が固化し、現在の静水圧平衡からはややずれた形状になった。カッシーニの地形データの観測から、フェーベは太陽系が誕生してから300万年の間に、元々は多孔質の状態で誕生した可能性が指摘された。多孔質であったフェーベ内部の温度が上昇し、内部が陥没して縮み、平均的な土星の衛星の密度より40%も高くなった可能性がある。この熱源は放射性同位体によるものと考えられており、太陽系誕生の早い段階で生成された天体では、半減期の短い同位体を内部に持っていた可能性がある。

## 起源
フェーベが暗い表面を持つことから、科学者は当初この衛星は土星に捕獲された炭素質の小惑星であるという推測を立てた。炭素質の小惑星は化学的に非常に始原的であり、太陽系が形成された頃の状態をほとんど保ったままの物質で構成されていると考えられた。しかしカッシーニによる観測では、フェーベのクレーターには明確な明るさの変化が見られ、これは比較的暗い表面の下に多くの氷が存在することを示唆している。表面を覆っている暗い物質は300から500メートルの厚さだと推測される。さらに表面では二酸化炭素が検出されており、これは小惑星には見られない特徴である。フェーベは組成の 50% が岩石だと推定されており、これはより内側の衛星の岩石含有量の推定値より明らかに大きい。
これらの理由により、科学者はフェーベを土星に捕獲されたケンタウルス族の天体だと考えるようになった。ケンタウルス族の天体はかつてはエッジワース・カイパーベルトに存在し、その後内側へ移動して木星と海王星の軌道の間を公転するようになった天体である。フェーベは、ケンタウルス族由来の天体の中では初めて点よりも大きな画像として撮影された天体である。
フェーベは太陽系誕生後の300万年以内にエッジワース・カイパーベルトで形成されたと考えられる。早期に形成されることで多くの放射性元素を内部に含むことができ、現在のフェーベの形状を作り出すことができる。また、内部に数千万年にわたって液体の水を保持することができる。

## 地形
フェーベのクレーターのうち24個にはギリシア神話のアルゴー船の乗組員にちなんだ名前がつけられており、最も大きなクレーターにはイアソン(Jason)、内壁に白い筋状模様（氷ではないかと思われる）を持つ特徴的なクレーターにはエルギヌス (Erginus) と名づけられている。また、フェーベにある平地はポイベの娘レートーにちなみ"レト地域"(Leto Regio) と命名されている。詳細はList of geological features on Saturn's smaller moonsを参照。

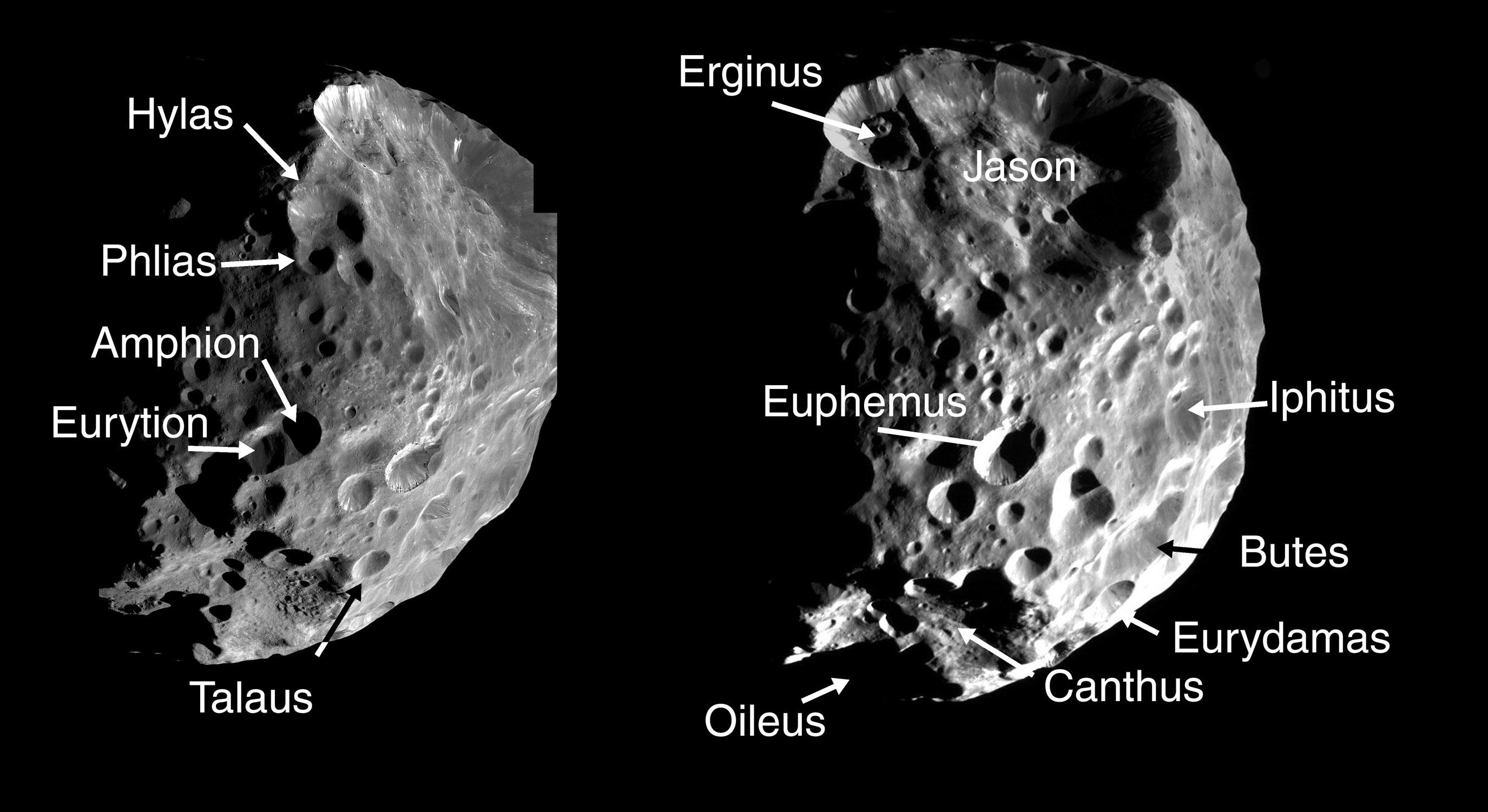
フェーベの主要なクレーター
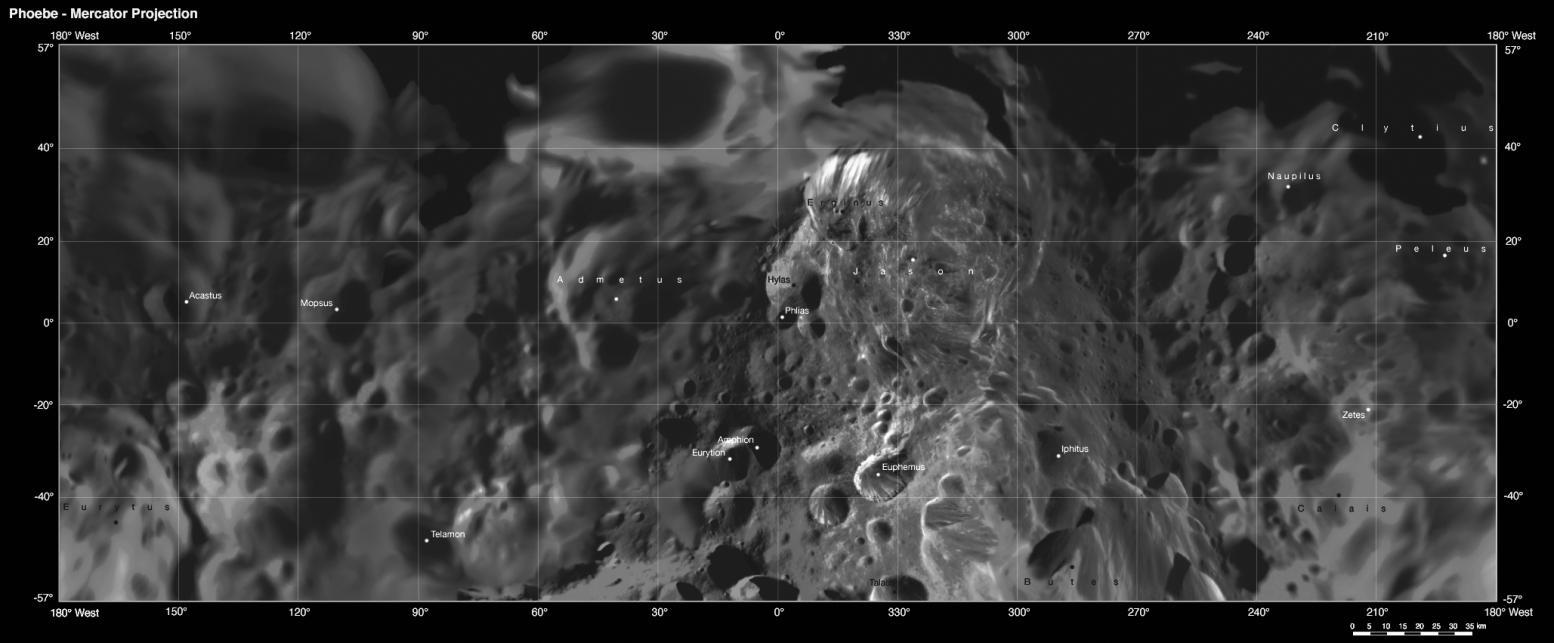
フェーベの円筒図(2005年)

### 地域
フェーベの地域の名は、ポイベの娘にちなみ命名されている。
| 地名                  | 由来     |
| --------------------- | -------- |
| レト地域 (Leto Regio) | レートー |

### クレーター
フェーベのクレーターの名は、アルゴナウタイにちなみ命名されている。
| 地名                      | 由来           |
| ------------------------- | -------------- |
| アカストゥス (Acastus)    | アカストス     |
| アドメトゥス (Admetus)    | アドメートス   |
| アムヒオン (Amphion)      | アムピーオーン |
| ブテス (Butes)            | ブテス         |
| カライス (Calais)         | カライス       |
| カンスス (Canthus)        | カンスス       |
| クリティウス (Clytius)    | クリュティオス |
| エルギヌス (Erginus)      | エルギヌス     |
| エウフェムス (Euphemus)   | エウペーモス   |
| エルリダマス (Eurydamas)  | エルリダマス   |
| エルリティオン (Eurytion) | エルリティオン |
| エルリトゥス (Eurytus)    | エルリトゥス   |
| ハイラス (Hylas)          | ヒュラース     |
| イドモン (Idmon)          | イドモーン     |
| イフィトゥス (Iphitus)    | イピトス       |
| イアソン (Jason)          | イアーソーン   |
| モプスス (Mopsus)         | モプソス       |
| ナウプリウス (Nauplius)   | ナウプリオス   |
| オイレウス (Oileus)       | オイーレウス   |
| ペレウス (Peleus)         | ペーレウス     |
| フリアス (Phlias)         | フリアス       |
| タラウス (Talaus)         | タラオス       |
| テラモン (Telamon)        | テラモーン     |
| ゼテス (Zetes)            | ゼーテース     |